# MIM-3 (ミサイル)
MIM-3 ナイキ・アジャックス（英語: Nike Ajax）は、アメリカ陸軍が運用していた地対空ミサイルである。ナイキミサイルの最初の型として実用化され、アメリカ合衆国本土防空を担った。当初の制式名はSAM-A-7、後にM1と呼ばれる。

## 来歴
第二次世界大戦末期の1944年、アメリカ陸軍は高射砲に代わる地対空ミサイルについての構想をまとめ、1945年、ウェスタン・エレクトリック、ベル研究所およびダグラス・エアクラフトなどが協力して開発に着手した。1946年秋からホワイトサンズ射場で実射試験が開始され、まず1951年7月までに65発を射撃して部品開発と実証試験を行った。
1951年10月よりナイキIのフル構成での実証試験が開始され、同年11月27日には69発目のミサイルによって空中目標への初飛行が行われた。ミサイルには弾頭のかわりにごく少量の爆薬のみが搭載されており、上空33,000フィート、12マイルを飛行していた遠隔操作のQB-17ターゲット・ドローンから57フィート離れた地点で炸裂した。1952年4月10日・24日には、3軍の高官の観閲のもとで実弾による射撃が行われ、いずれも目標の撃墜に成功し、ナイキIが運用可能な状態にあることが実証された。1953年12月にはフォート・ミードに、また1954年5月にはボルチモアにも高射中隊が配備されており、1957年3月には北アメリカ航空宇宙防衛司令部（NORAD）隷下の実戦即応SAM部隊として認定された。
なお開発途上の1947年、陸軍航空軍が空軍として独立した後、局地防衛および野戦防空用の地対空ミサイルは陸軍、地域防空用の地対空ミサイルは空軍の担当と分担されることになり、本ミサイルは引き続き陸軍が所管することになっていた。また1950年代に入ると、ナイキB（後のナイキ・ハーキュリーズ）およびナイキII（後のナイキ・ゼウス）といったその他のナイキミサイルと区別する必要から、本ミサイルはナイキIと称されるようになっており、最終的に1956年11月15日にナイキ・アジャックスと改称された。
その後、1958年にシカゴ地区の部隊にナイキ・ハーキュリーズが配備されたのを皮切りに、アジャックスは順次にハーキュリーズに更新されていき、全米に130個中隊のハーキュリーズ部隊が配備された。

## 設計
ナイキ・アジャックスシステムは、ミサイル本体のほか、捕捉レーダー（Low-Power Acquisition Radar, LOPAR）と目標およびミサイル追尾レーダー（TTRおよびMTR）、計算機、発射機およびミサイルの6つの機能から構成されている。

### ミサイル本体
ブースタとしてはアレゲーニー弾道学研究所 (ABL) のM5固体燃料ロケット（推力246 kN、燃焼時間3秒）、サステナとしてはベル・エアクラフトの液体燃料ロケット（推力11.6 kN）を搭載した。当初はブースターもベル社の担当で、固体燃料ロケット・モーターを8個束ねて使用していたが、モーターの燃焼・分離不良などの為に開発が難渋したため、1948年の決定に基づき、ABLが海軍のバンブルビー計画向けに開発した固体燃料ロケット・モーターが採用されたものであった。
弾頭は、ミサイルの先端部・中央部・尾部に1個ずつと計3個が搭載されており、重量はそれぞれ5.44 kg（12 lb）・81.2 kg（179 lb）・尾翼部 55.3 kg（122 lb）である。同種の兵器では近接信管によって弾頭を起爆させていたのに対し、本ミサイルでは、彼我の位置関係に従って地上から送信された信号によって起爆するという先進的な手法を採用していた。

### システム構成

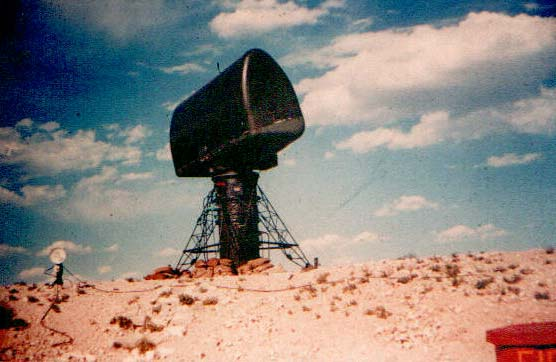
捕捉レーダー（LOPAR）

射撃中隊は中隊統制地域と発射地域の2か所に分置される。固定施設として地下陣地から発射されることもあるが、野戦防空にあたることもあり、ミサイル発射機およびレーダー機器等は車載式となっている。
ミサイル発射にあたっては、まずLOPARが目標を捕捉した後、TTRがこれを追尾して、目標位置に関する諸元を計算機に送信する。ミサイルが発射されると、MTRがこれを追尾する。計算機は、これら2つのレーダーから目標およびミサイルの現在位置諸元を受け取って撃墜点を決定し、ミサイルに指令信号を送信する。
LOPARの周波数はSバンド、出力は1,000キロワット、またTTRとMTRの周波数はXバンドで、出力はそれぞれ50キロワットおよび250キロワットであった。1951年の決定に基づき、捕捉レーダーは、高射砲用に開発されていたT-33 射撃統制装置（後のM-33）と共用化されることになった。また射撃計算機能は、海軍のMk.33 GFCSから導入された。

#### アメリカ陸軍のナイキ・サイト
ナイキ・アジャックスは、アメリカ国内の戦略上及び戦術上重要な拠点を防衛するために配置され、空爆からの最終防衛線として軍事施設だけでなく都市を防衛するためにも配置された。1962年までに更に240の発射サイトが建設された。ナイキ・アジャックスは、896門のレーダー追尾式対空砲と交替し、特定の重要な拠点を防衛するために陸軍州兵または陸軍が運用した。少数のM51 75mm高射砲だけが唯一の対空砲として残されたが、1957年までに陸軍の対空砲部隊は対空ミサイル大隊に置き換えられた。陸軍州兵は、1958年からアジャックス・システムを採用し始め、同様に対空砲を更新した。
ナイキの発射サイトは、可能であれば既存の軍事基地または陸軍州兵兵器庫に配置された。そうしなければ、土地を新たに収用しなければならなかった。ナイキ・サイトの実際の構成は、地形によって若干異なっていたが、各々の発射サイトは次の3つの機能を持つ区画からなり、少なくとも1,000yd（914m）離されて配置された。サイトの維持にあたっては、109人の士官と兵員を要した。
Cエリア
Cエリアと呼ばれる区画は、約6ac（約24,000m2）の範囲に、目標を表示し、迎撃を指示するコンピュータ・システムに加え、侵入する目標を探知・追跡し、対空ミサイルを指揮・管制するためのIFC（Integrated Fire Control、統合火器管制）レーダー・システムを備えていた。
Lエリア
L（ランチャー）エリアと呼ばれる区画は、およそ40ac（約160,000m2）の範囲に、1つから3つの地下ミサイル弾倉を持ち、各々4基の発射機に給弾するようになっていた。また、退避用の安全地帯もあった。4基の発射機のうち、1つが15分待機にあり、残りの2つが30分待機、最後の1つが2時間待機の状態になっていた。それぞれの時間は、発射命令から発射準備が整うまでに要する時間を示し、常にミサイルが発射機に乗せられていつでも発射できる状態のものがもっとも短く、格納庫にしまわれていて、これから発射機に乗せなければならないもの、発射要員の招集など必要な準備の多さによって長くなっていく。
Aエリア
Aエリアと呼ばれる区画は通常IFCと同じ位置に配置される管理地域であり、中隊本部、兵舎、食堂、レクリエーション・ホール及び駐車場があった。
ナイキ中隊は防衛区域ごとに編成され、人口密集地と長距離爆撃機基地、原子力施設及び大陸間弾道ミサイル・サイトのような戦略拠点の周囲に配置された。防衛区域内のナイキ・サイトは、これらの都市と基地の周囲にリング状に配置された。防衛区域内のナイキ中隊には定数はなく、中隊の実際の数はバークスデール空軍基地防衛区域の最低2個からシカゴ防衛区域の最高22個まで幅があった。アメリカ合衆国本土全体では、サイトは北から時計回りに01-99まで番号を振られていた。その番号は実際のコンパス方位とは関係がなかったが、概ね01-25の番号を振られたサイトが北東から東にあり、26-50番のサイトは南東から南、51-75番のサイトは南西から西、そして、76-99番のサイトは北西から北にあった。また、米国本土の防衛区域は、都市名に関連する1文字または2文字のコードによって識別された。例えば、「C」から始まるそれらのナイキ・サイトはシカゴ（Chicago）防衛区域（イリノイ州）にあった。以下同様に、「HM」から始まるサイトはホームステッド（Homestead）空軍基地/マイアミ（Miami）防衛区域（フロリダ州）、「NY」から始まるサイトはニューヨーク防衛区域（ニューヨーク州）、などである。例えば、ナイキ・サイトSF88Lは、サンフランシスコ（SF）防衛区域（カリフォルニア州）の合衆国北西部（88）に位置する中隊のLエリア（L）を意味する。

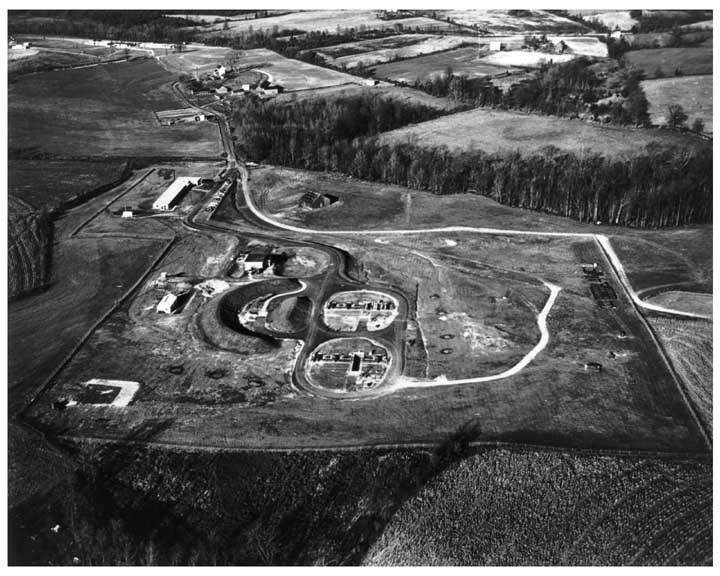
ナイキ基地。発射機2基の小規模基地である。
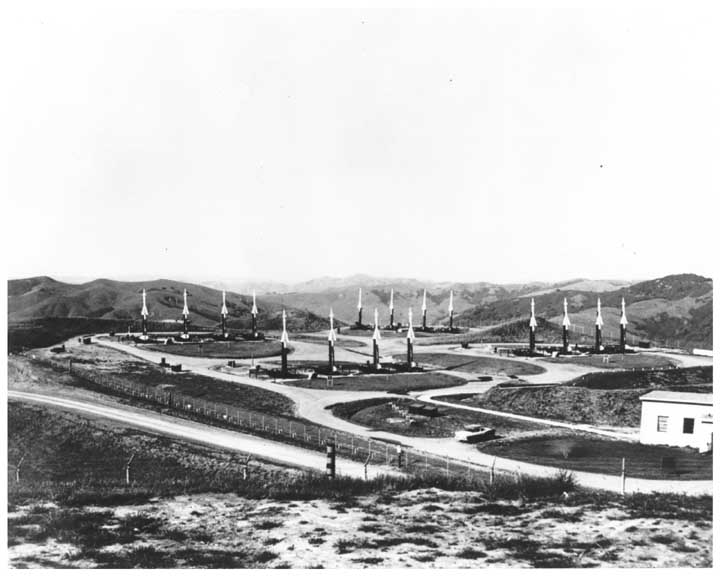
発射機16基の大規模基地で、フル装填の状態。
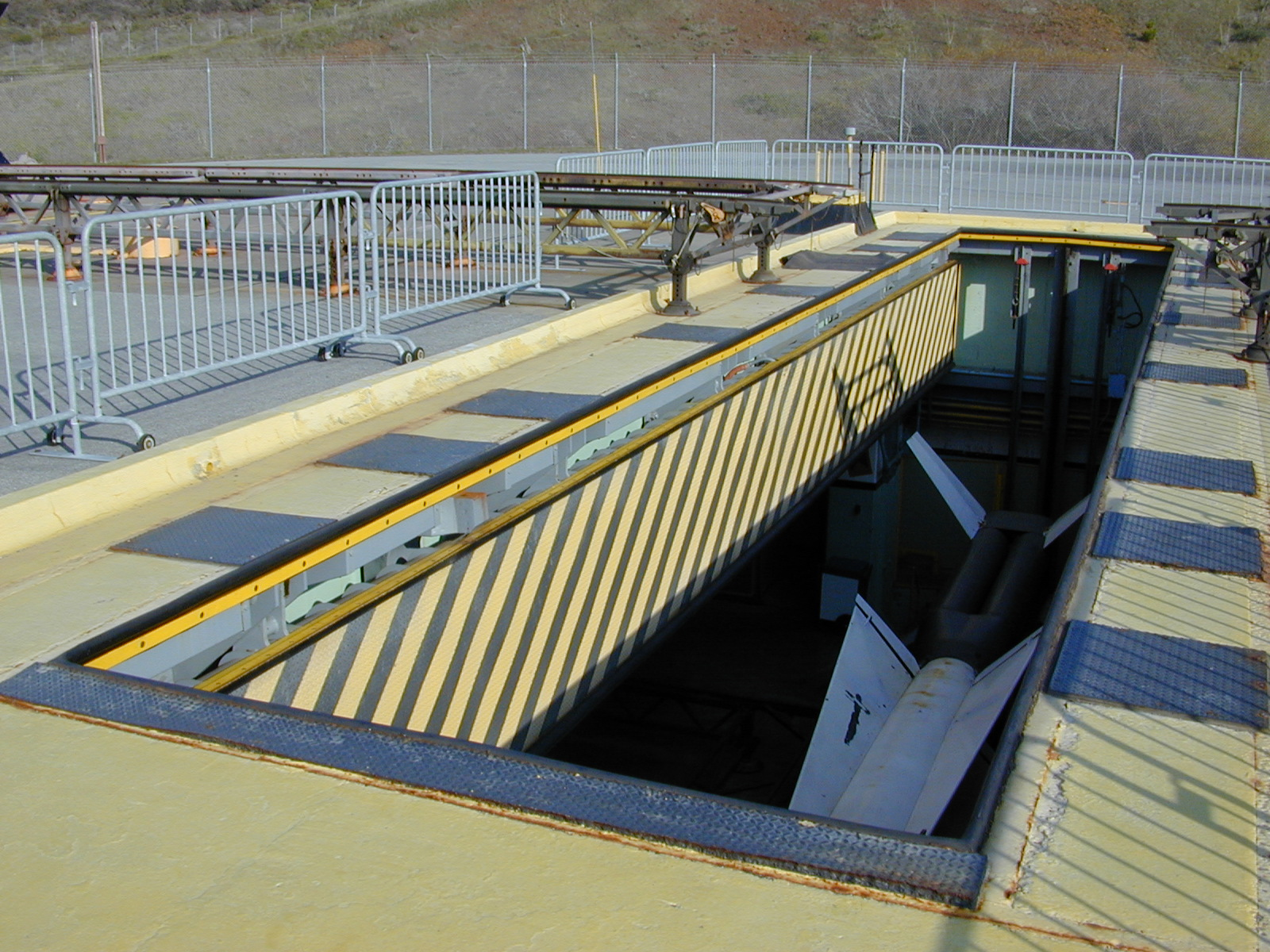
固定式の地下ミサイル弾倉（写真で見えるミサイルはナイキ・ハーキュリーズ）

## アメリカ国外での運用

### 運用国一覧
- アメリカ合衆国[9]
- ベルギー[9]
- デンマーク[9]
- フランス[9]
- 西ドイツ[9]
- ギリシャ[9]
- イタリア[9]
- 日本[9]
- オランダ[9]
- ノルウェー[9]
- 中華民国（台湾）[9]
- トルコ[9]

### 日本での運用

#### 導入に至る経緯
1954年に自衛隊が創設された後も、高射部隊による日本本土防空については、連合国軍占領下の時期と同様に在日米軍が担ってきたが、1957年5月に米陸軍高射砲部隊の解隊撤収が表面化すると、日本は自力での対応を迫られることとなった。当時、既にアメリカ本土では上記のようなナイキ部隊に加えてホーク部隊の整備も進んでおり、またヨーロッパでもミサイル化の趨勢は明らかであった。しかし陸上自衛隊は管区隊・混成団といった地上部隊に注力しており、高射部隊の構想は非常に漠然としていた一方で、航空自衛隊も飛行部隊の育成に注力しており、陸自が米軍撤収後を引き継がないのであればこちらでやるという意気込みはあったものの、双方ともに確たる計画はない状況であった。
1957年9月、統合幕僚会議において各幕防衛部長級が参加する防空研究会が発足し、1958年3月にはその一環として「やよい研究」が行われた。これは主務者も参加する検討会であり、SAM帰属決定の基礎となる建設・維持管理・訓練・作戦運用等広範に及ぶ諸問題を検討する大がかりなものだった。同月末で防空研究会は3月末に解散となり、同時期、内局に防空装備委員会が設置された。このように統幕・内局での検討が進められるのと並行して陸・空自でもそれぞれ準備を進めており、陸幕では1957年12月に翌々年度業務計画でのロケット実験隊の新編を要望し、1958年8月には陸幕第3部にロケット班を設置したのち、ロケット実験隊編成準備のため、1959年2月から3月にかけてロケット班班長以下6名の視察団を派米している。また空自も米陸軍防空学校への要員留学、陸自高射部隊への特別派遣勤務、中部航空方面隊防衛部高射班設置と着々と布石を打っていたが、陸幕長の猛烈な反対を受けて、1958年9月には高射訓練隊編成準備を取りやめざるをえなくなった。
1959年、年末にロケット実験訓練隊の編成を控え、SAM導入に関する在日軍事援助顧問団（MAAG-J）との交渉が進められる段階となったこともあって、帰属論争が激化した。この時点では、陸自はナイキやホークを高射砲の延長線上として捉え、これらの建設・維持・補給整備を一体化して管理した方が効率的である上に陸自は現有の人員施設で容易にこれが可能であることから、陸自がこれらを保有したうえで、防空作戦については空自の統制を受ければよいと主張していた。一方、空自としては主要都市・基地防空で飛行部隊の間隙と低空域を補完するためにナイキが必要であり、防空作戦の特性上、情報収集から目標割り当てに至るまで精密迅速を期すためには、平時から航空機とSAMは統一指揮下での管理・訓練が不可欠という主張であった。
1959年7月、統幕会議において「SAMの導入、研究開発、部隊建設および指揮運用」についての方針が発表され、高高度・長距離SAMは空自、低高度SAMは陸自という原則が示された。この決定では肝心の高射部隊の帰属については明言されなかったものの、秘密諒解事項として、ナイキ級以上の高高度・長距離SAMは空自、ホーク級を含め低高度SAMは陸自の担任とする一方、当面のSAM部隊建設は陸自のロケット実験訓練隊を母体として行い、ナイキ・アジャックスは陸自で建設するという約束事があったとされる。10月7日には、この秘密諒解事項に沿って、SAMに関する長官指示が発出された。
ナイキの導入にあたり、アメリカ側からは、他の導入国と同様にパッケージ訓練方式（Pachage training group, PTG）による部隊建設が要望されていた。当初は、陸・空自から1個大隊ずつを派米して訓練を受けることが計画されていたが、大蔵大臣発議によって1個大隊分が削除されたため、第1回派遣大隊を陸・空自のどちらにするかが問題となった。1959年12月4日には陸上自衛隊高射学校でロケット実験訓練隊の編成完結式が行われるなど育成基盤が充実していることを関係者にアピールしたことも奏功して、第1回PTGは陸自主導とする機運が高まった。結局、第1回PTGはロケット実験訓練隊を母体として陸自より派遣されることとなり、統合部隊に準じて統合的に運用されるとはいえ、空自からの要員は陸自に転官してPTGに参加し、PTG終了後にどちらかに所属を統一する方針となった。
1960年4月にはナイキ供与およびPTG訓練に関する日米政府間の了解覚書が締結され、5月24日に連絡幹部等6名が出発したのを皮切りに、順次に渡米した。大隊長は陸自、副大隊長は空自で、人員は2⁄3が陸自、1⁄3が空自で、空自隊員も陸自の制服を着用することとされた。7月には各課程別の技術教育が終了し、フォートブリスにおいて訓練大隊を編組して部隊訓練を行った。訓練の総仕上げとして行われた実射訓練では12発中9発成功という成果を収め、米軍評価チームからは98.3点の高評価を受けた。
この間、1961年6月には源田空幕長が欧州を視察してナイキの空自帰属を主張、同年9月から10月に欧州を視察した久保防衛第1課長もナイキの空自配属を示唆する帰国報告を行った。その後も帰属問題に関する激論が続いていたが、1962年9月3日にナイキ92発が横須賀港に到着、陸揚げが開始され、第1回PTGの帰国が近づくと、防衛庁は帰属の最終決定を迫られることとなった。10月中旬、海原防衛局長は、ナイキを陸・空自それぞれに帰属させた場合の利害について説明を求め、11月9日には大森陸幕長・松田空幕長が志賀防衛庁長官に所信を表明してこれに応えた。そして12月26日の庁議において、第1次ナイキ部隊を陸自において編成したのちに1964年4月に空自に所属を移し、第2次ナイキ部隊は空自で編成しその所属とすることが決定された。

#### 運用史
1963年11月、PTG要員を基幹とした長官直轄部隊として、陸上自衛隊第101高射大隊が編成された。その後、上記のように帰属が決定したことから、同大隊および第301高射搬送通信隊、第101高射支援隊は1964年3月31日付で廃止され、1964年4月1日、第101高射大隊および第301高射搬送通信隊が空自に移管されて、第1高射群として再出発した。1966年2月1日には第2高射群が編成されたが、この時点で既にアメリカ陸軍はナイキ・アジャックスからハーキュリーズへの更新を進め、アジャックスの製造は終了していたため、空自も近い将来にハーキュリーズに移行することは避けられない情勢であった。このため、第2高射群の陣地・施設整備にあたっては、アジャックスの装備を受け入れつつも、可能な限りハーキュリーズにも対応可能なように措置が講じられた。
第3次防衛力整備計画でナイキ・ハーキュリーズの採用が示されたが、同ミサイルは核・非核弾頭両用であったことが問題となり、実際に採用されたのはこれをもとに非核弾頭専用に改修したナイキJ弾となった。1971年3月には第1高射群、1972年6月には第2高射群のナイキ・アジャックスがナイキJに換装された。両部隊が装備するシステムは「ナイキ・ユニバーサル」としてハーキュリーズにも対応可能なものであり、基本的にはナイキJミサイルを搬入して組み立てるだけで換装が完了したが、第1高射群においては、ハーキュリーズ用の安全基準等を満たすように施設の改修等を行った。